# سسک یمن
سسک یمن (نام علمی: Sylvia buryi) نام یک گونه از سرده سسک‌های نمادین است.